# Distrikt Helmstedt

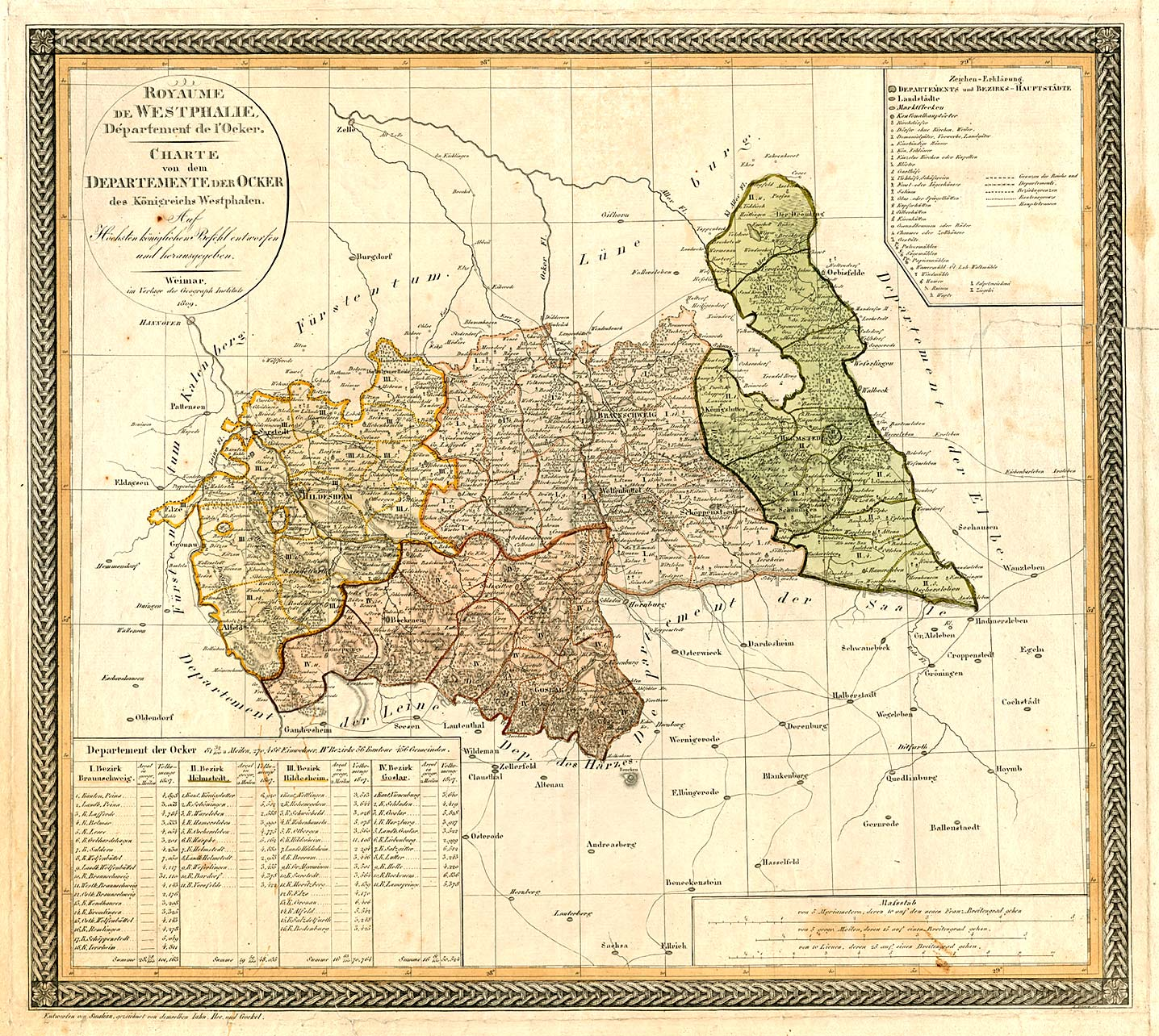
Der Distrikt Helmstedt im Okerdepartement 1809 (grün)

Der Distrikt Helmstedt war von 1807 bis 1813 eine Verwaltungseinheit im Departement der Oker im Königreich Westphalen, das durch das Königliche Decret vom 24. Dezember 1807 gebildet wurde.

## Territorium
Der Distrikt Helmstedt umfasste den östlichen Teil der nördlichen Hälfte des Fürstentums Wolfenbüttel. Teile des Fürstentums waren im Distrikt Schöningen und im Distrikt Neuhaldensleben des Elbe-Departement sowie dem Distrikt Halberstadt des Saale-Departement. Hinzu kam, vom ehemaligen Fürstentum Halberstadt, das Amt Weferlingen links der Aller sowie nördlich des Bruchgraben den Oscherslebenschen Kreis mit einigen Magdeburgischen Ortschaften.
Der Distrikt Helmstedt grenzt nördlich an das Lüneburgische, östlich an die Aller sowie den Magdeburgischen Distrikt, südlich an den Bruchgraben und westlich an den Distrikt Braunschweig.
Im Jahr 1811 lebten im 24,6 mi² (= 1354 km²) großen Distrikt 55.577 Menschen, womit die Bevölkerungsdichte 2.259 Einwohner/mi² betrug.

## Organisation
Dem Distrikt stand ein Unterpräfekt vor. Der Unterpräfekt des Distrikts Helmstedt war der Bruder des Hildesheimer Domdechanten und hessisch-Darmstädtischen Regierungspräsidenten Clemens August von Weichs. Sein Sekretär hieß Werner.
Den Distriktsrat zur Kontrolle der Steuerlisten bildeten die Herren Alburg, Cleve, Gerke, Häberlein, Lehnert, Markwort, Graf von Veltheim und Wrede an.
Friedensgerichte befanden sich in Helmstedt (2 Friedensgerichte), Königslutter, Schöningen, Warsleben, Hamersleben, Oschersleben, Harbke, Weferlingen, Bardorf, Fallersleben und Vorsfelde.

### Kantonaleinteilung
Der Distrikt Helmstedt war in 11 Kantone mit 82 Gemeinden unterteilt:
| Kanton         | Kantonmaire                                                                     | Einwohner | Fläche in mi² |
| -------------- | ------------------------------------------------------------------------------- | --------- | ------------- |
| Bahrdorf       | von Pawel                                                                       | 4378      | 2,91          |
| Hamersleben    | Adolf Friedrich Werner Graf von der Schulenburg-Beetzendorf (Wolfsburger Linie) | 3.865     | 1,75          |
| Harbke         | Röttger Graf von Veltheim                                                       | 4.818     | 1,53          |
| Helmstedt      | Georg Fein sen. (bis 1808) Johann August Philipp Ferber (ab 1809)               | 5.080     | 0,37          |
| Helmstedt-Land | Friedrich Cleve                                                                 | 3.036     | 2,13          |
| Königslutter   | Albrecht                                                                        | 6.981     | 2,5           |
| Oschersleben   | Joachim Christoph Bertram (?)                                                   | 4.656     | 1,25          |
| Schöningen     | Friedrich-Wilhelm Langenheim                                                    | 5.833     | 1,51          |
| Vorsfelde      | Christoph Friedrich Ernst zu Nordsteimke                                        | 3.934     | 2,64          |
| Warsleben      | Hoffmann (ehemals Hofrat zu Hötensleben)                                        | 2.610     | 1,04          |
| Weferlingen    | Friedrich August Schuppe (bis 1809), von Pawel                                  | 9.444     | 2,71          |
| ab 1810        |                                                                                 |           |               |
| Fallersleben   | Heinrich Wilhelm Hoffmann                                                       | 5.320     | 4,26          |

siehe auch → Ortsverzeichnis des Herzogtums Braunschweig im Königreich Westphalen